# 国吉親雲上真元
国吉親雲上真元（くによし ぺぇちん しんげん、生没年不詳）は三山時代末期から琉球王国時代第二尚氏王統初期にかけての按司、武将。査氏國吉家の初代。
父は國吉大屋子か中村親雲上（いずれも南山王他魯毎の弟、甥または子）など定かではない。現在の糸満市の国吉村の首長 であったため方言で國吉比屋（くにしぬひゃ）とも呼ばれる。

## 経歴
護佐丸・阿麻和利の乱の際に護佐丸の唯一生き残った三男の盛親（毛盛親）が乳母の産まれ郷である国吉村に抱かれて落ち延びてきた時、話を聞き村の百姓に何も考えずに自分の子としてそだてさせることで匿い、13歳になるまで見守っていたという。その後、金丸（尚円王）による第二尚氏王統となり護佐丸の遺児として盛親は見出され王府に出仕することとなり、これまでの礼も兼ねて國吉比屋に「眞元」という名を与えられこれ以後、子孫の名には「眞」または「真」という活字が多く用いられた。
盛親の子孫の毛氏は三司官を多くは輩出する一族にまで発展する。父または先祖とされる国吉大屋子は南山王の一族として国吉グスクを守っていたとされ、兄とされる南山王他魯毎が屏風と土地を交換したいと提案した尚巴志の策略に気づき、忠告したが他魯毎の勘気に触れて国吉グスクで謹慎させられて子にグスクを譲り隠遁したという。まもなく南山は尚巴志によって滅ぼされた。組踊では忠義心が強く気骨ある人物として描かれ、「義臣物語」では死んだあるじの弔い合戦を行う忠誠を貫く主人公として、「二童敵討」では盛親がモデルの主人公である二人の童（鶴松、亀千代）を匿った「情け深い人物」として名があがっている。首里の儀間真常の墓の付近に墓が存在する。